# Welicze Szumulikoski
Welicze Szumulikoski (mac. Величе Шумуликоски, ur. 24 kwietnia 1981 w Strudze) – macedoński piłkarz grający na pozycji defensywnego pomocnika.

## Kariera klubowa
Šumulikoski urodził się w Macedonii, jednak karierę piłkarską rozpoczął w Słowenii, w tamtejszym klubie Publikum Celje. W 1999 roku zadebiutował w jego barwach w pierwszej lidze słoweńskiej. Tam też spędził dwa i pół roku, a na początku 2002 przeszedł do czeskiego Synotu Staré Město. W czeskiej pierwszej lidze swój debiut zaliczył 10 lutego w wygranym 1:0 domowym spotkaniu ze Slezským Opava. W Synocie, podobnie jak w Publikum, był podstawowym zawodnikiem i grał w nim do końca 2003 roku.
Na początku 2004 roku Macedończyk przeszedł za 700 tysięcy euro do rosyjskiego Zenitu Petersburg. Na koniec sezonu zajął z Zenitem 4. miejsce w rosyjskiej Premier Lidze, a w kolejnym był szósty w lidze. W 2006 roku Zenit ponownie zakończył sezon na 4. pozycji.
Latem 2006 roku Šumulikoski ponownie zmienił barwy klubowe i trafił do tureckiego Bursasporu za 800 tysięcy euro. Pierwsze spotkanie w tureckiej Superlidze rozegrał 6 sierpnia przeciwko MKE Ankaragücü (0:0). Piłkarzem Bursasporu Veliče był przez półtora sezonu.
29 stycznia 2008 roku Šumulikoski podpisał kontrakt z Ipswich Town, którego kierownictwo zapłaciło 600 tysięcy funtów Bursasporowi. Po uzyskaniu pozwolenia na pracę w Wielkiej Brytanii 2 lutego Macedończyk zadebiutował w Football League Championship w wygranym 2:1 meczu z Sheffield Wednesday. 16 lutego w meczu z Blackpool zdobył natomiast pierwszą bramkę. Sezon 2007/2008 zakończył z 16 ligowymi występami. Rok później zagrał w 26 meczach Championship. Na początku sierpnia 2009 roku trafił do Preston North End, gdzie zadebiutował w spotkaniu ligowym z Bristol City.
W 2010 roku Šumulikoski wrócił do Rosji i został zawodnikiem beniaminka Priemjer-Ligi, Sibiru Nowosybirsk. W latach 2012–2013 grał w Tianjin Teda, a latem 2013 przeszedł do 1. FC Slovácko.
| Sezon   | Klub              | Kraj     | Rozgrywki        | Mecze | Bramki |
| ------- | ----------------- | -------- | ---------------- | ----- | ------ |
| 1999/00 | Publikum Celje    | Słowenia | 1. SNL           | 21    | 2      |
| 2000/01 | Publikum Celje    | Słowenia | 1. SNL           | 28    | 1      |
| 2001/02 | Publikum Celje    | Słowenia | 1. SNL           | 7     | 0      |
| 2001/02 | Synot Staré Město | Czechy   | Gambrinus Liga   | 13    | 0      |
| 2002/03 | Synot Staré Město | Czechy   | Gambrinus Liga   | 29    | 2      |
| 2003/04 | Synot Staré Město | Czechy   | Gambrinus Liga   | 13    | 0      |
| 2004    | Zenit Petersburg  | Rosja    | Priemjer-Liga    | 25    | 0      |
| 2005    | Zenit Petersburg  | Rosja    | Priemjer-Liga    | 16    | 1      |
| 2006    | Zenit Petersburg  | Rosja    | Priemjer-Liga    | 5     | 0      |
| 2006/07 | Bursaspor         | Turcja   | Süper Lig        | 32    | 1      |
| 2007/08 | Bursaspor         | Turcja   | Süper Lig        | 17    | 2      |
| 2007/08 | Ipswich Town      | Anglia   | Championship     | 16    | 1      |
| 2008/09 | Ipswich Town      | Anglia   | Championship     | 26    | 0      |
| 2009/10 | Preston North End | Anglia   | Championship     | 15    | 0      |
| 2010    | Sibir Nowosybirsk | Rosja    | Priemjer-Liga    | 13    | 0      |
| 2011/12 | Sibir Nowosybirsk | Rosja    | Pierwyj diwizion | 30    | 2      |
| 2012    | Tianjin Teda      | Chiny    | Super League     | 28    | 0      |
| 2012/13 | 1. FC Slovácko    | Czechy   | Gambrinus Liga   | 7     | 0      |
| 2013/14 | 1. FC Slovácko    | Czechy   | Gambrinus Liga   | 16    | 0      |

## Kariera reprezentacyjna
W reprezentacji Macedonii Šumulikoski zadebiutował 27 marca 2002 roku w zremisowanym 4:4 towarzyskim spotkaniu z reprezentacją Bośni i Hercegowiny. W swojej karierze występował w eliminacjach do Euro 2004, Mistrzostw Świata w Niemczech (w sierpniu 2004 w wygranym 3:0 meczu z Armenią zdobył pierwszego gola w kadrze narodowej) i Euro 2008, a następnie był podstawowym zawodnikiem Macedonii w kwalifikacjach do Mundialu w RPA.